# Assegaj
Assegaj is een geslacht van vlinders van de familie van de Cossidae, uit de onderfamilie van de Cossinae. De wetenschappelijke naam en de beschrijving van dit geslacht zijn voor het eerst gepubliceerd in 2006 door Roman Viktorovitsj Jakovlev.
Dit geslacht is monotypisch, dat wil zeggen dat het maar één soort heeft namelijk Assegaj clenchi Yakovlev, 2006 uit Centraal-Afrika.